# Liste der Botschafter der Vereinigten Staaten in Guatemala
Die Liste der Botschafter der Vereinigten Staaten in Guatemala bietet einen Überblick über die Leiter der US-amerikanischen diplomatischen Vertretung in Guatemala seit der Aufnahme diplomatischer Beziehungen bis heute.
Die Leiter der diplomatischen Vertretung trugen die Titel:
- ab 3. Mai 1826  Geschäftsträger.
- Solon Borland ließ sich nirgends akkreditieren war als außerordentlicher Gesandter und bevollmächtigter Minister unterwegs.
- ab 14. Februar 1855 Minister Resident.
- ab 10. August 1882 außerordentlicher Gesandter und bevollmächtigter Minister

ab 19. Mai 1943 außerordentlicher Botschafter und Bevollmächtigter.
| Ernennung/Akkreditierung              | Name                        | Bemerkungen                                                  | ernannt von           | akkreditiert bei der Regierung     | Posten verlassen   |
| ------------------------------------- | --------------------------- | ------------------------------------------------------------ | --------------------- | ---------------------------------- | ------------------ |
| 1826 Mai 3.                           | John Williams               |                                                              | John Quincy Adams     | Manuel José Arce y Fagoaga         | 1826 Dezember 1.   |
| 1833 Dezember 17.                     | Charles Gerrit DeWitt       | (1789–1839)                                                  | Andrew Jackson        | José Francisco Morazán Quezada     | 1839 Januar 1.     |
| 1849 Januar 31.                       | Elijah Hise                 |                                                              | James K. Polk         | Mariano Paredes                    | 1849 Juni 23.      |
| Borland ließ sich nicht akkreditieren | Solon Borland               |                                                              | Franklin Pierce       | (José Rafael Carrera Turcios)      | 1854 Dezember 31.  |
| 1855 Februar 14.                      | John Leake Marling          | (* 22. Dezember 1825 in Nashville – 16. Oktober 1856 ebenda) | Franklin Pierce       | José Rafael Carrera Turcios        | 1856 Mai 8.        |
| 1858 Juli 13.                         | Beverly L. Clarke           |                                                              | James Buchanan        | José Rafael Carrera Turcios        | 1860 März 17.      |
| 1861 Mai 28.                          | Elisha Oscar Crosby         | (1818–1895)                                                  | Abraham Lincoln       | José Rafael Carrera Turcios        | 1864 Juni 22.      |
| 1866 Juni 27.                         | Fitz Henry Warren           |                                                              | Andrew Johnson        | Vicente Cerna Sandoval             | 1869 August 11.    |
| 1869 August 11.                       | Silas A. Hudson             | Cousin von Grant                                             | Ulysses S. Grant      | Vicente Cerna Sandoval             | 1872 Oktober 12.   |
| 1873 September 9.                     | George Williamson           |                                                              | Ulysses S. Grant      | Justo Rufino Barrios Auyón         | 1879 Januar 31.    |
| 1879 Juni 11.                         | Cornelius Ambrosius Logan   | (1806–1853)                                                  | Rutherford B. Hayes   | Justo Rufino Barrios Auyón         | 1882 April 12.     |
| 1882 Juli 25.                         | Henry C. Hall               |                                                              | Chester A. Arthur     | Justo Rufino Barrios Auyón         | 1882 August 10.    |
| 1882 August 10.                       | Henry C. Hall               |                                                              | Chester A. Arthur     | Justo Rufino Barrios Auyón         | 1889 Mai 15.       |
| 1889 Juni 4.                          | Lansing Bond Mizner         | (1825–1893)                                                  | Benjamin Harrison     | Manuel Lisandro Barillas Bercián   | 1890 Dezember 31.  |
| 1891 Februar 28.                      | Romualdo Pacheco            |                                                              | Benjamin Harrison     | Manuel Lisandro Barillas Bercián   | 1893 Juni 12.      |
| 1893 Juni 12.                         | Pierce Manning Butler Young |                                                              | Grover Cleveland      | José María Reina Barrios           | 1896 Mai 23.       |
| 1896 September 29.                    | Macgrane Coxe               |                                                              | Grover Cleveland      | José María Reina Barrios           | 1897 Juni 30.      |
| 1898 Januar 25.                       | W. Godfrey Hunter           |                                                              | William McKinley      | Manuel José Estrada Cabrera        | 1903 Februar 2.    |
| 1903 Februar 2.                       | Leslie Combs                |                                                              | Theodore Roosevelt    | Manuel José Estrada Cabrera        | 1907 Februar 25.   |
| 1907 März 19.                         | Joseph W. J. Lee            |                                                              | Theodore Roosevelt    | Manuel José Estrada Cabrera        | 1907 Oktober 13.   |
| 1908 Mai 2.                           | William Heimke              |                                                              | Theodore Roosevelt    | Manuel José Estrada Cabrera        | 1909 September 30. |
| 1909 Oktober 9.                       | William F. Sands            |                                                              | William Howard Taft   | Manuel José Estrada Cabrera        | 1910 Oktober 14.   |
| 1910 Oktober 14.                      | R. S. Reynolds Hitt         |                                                              | William Howard Taft   | Manuel José Estrada Cabrera        | 1913 März 4.       |
| 1913 November 29.                     | William Hayne Leavell       |                                                              | Woodrow Wilson        | Manuel José Estrada Cabrera        | 1918 Oktober 24.   |
| 1920 Januar 15.                       | Benton McMillin             |                                                              | Woodrow Wilson        | Manuel José Estrada Cabrera        | 1921 Dezember 6.   |
| 1922 Juli 31.                         | Arthur H. Geissler          |                                                              | Warren G. Harding     | José María Orellana Pinto          | 1930 Januar 23.    |
| 1930 März 21.                         | Sheldon Whitehouse          |                                                              | Herbert Hoover        | Lázaro Chacón González             | 1933 Juli 23.      |
| 1933 Oktober 28.                      | Matthew E. Hanna            |                                                              | Franklin D. Roosevelt | Jorge Ubico Castañeda              | 1936 Februar 9.    |
| 1936 Mai 22.                          | Fay Allen Des Portes        |                                                              | Franklin D. Roosevelt | Jorge Ubico Castañeda              | 1943 Mai 14.       |
| 1943 Mai 19.                          | Boaz Walton Long            |                                                              | Franklin D. Roosevelt | Jorge Ubico Castañeda              | 1945 April 11.     |
| 1945 Mai 8.                           | Edwin Jackson Kyle          |                                                              | Franklin D. Roosevelt | Juan José Arévalo                  | 1948 August 22.    |
| 1948 November 24.                     | Richard C. Patterson, Jr.   |                                                              | Harry S. Truman       | Juan José Arévalo                  | 1950 März 28.      |
| 1951 April 24.                        | Rudolf E. Schoenfeld        |                                                              | Harry S. Truman       | Jacobo Arbenz Guzmán               | 1953 Oktober 19.   |
| 1953 November 4.                      | John Emil Peurifoy          |                                                              | Dwight D. Eisenhower  | Jacobo Arbenz Guzmán               | 1954 Oktober 2.    |
| 1954 Oktober 18.                      | Norman Armour               |                                                              | Dwight D. Eisenhower  | Carlos Castillo Armas              | 1955 Mai 9.        |
| 1955 Juli 29.                         | Edward J. Sparks            |                                                              | Dwight D. Eisenhower  | Carlos Castillo Armas              | 1958 Februar 15.   |
| 1958 Februar 27.                      | Lester D. Mallory           |                                                              | Dwight D. Eisenhower  | Guillermo Flores Avendaño          | 1959 November 11.  |
| 1960 Februar 1.                       | John J. Muccio              |                                                              | Dwight D. Eisenhower  | José Miguel Ramón Idígoras Fuentes | 1961 November 10.  |
| 1962 Januar 30.                       | John O. Bell                |                                                              | Dwight D. Eisenhower  | José Miguel Ramón Idígoras Fuentes | 1965 August 26.    |
| 1965 September 22.                    | John Gordon Mein            |                                                              | Lyndon B. Johnson     | Alfredo Enrique Peralta Azurdia    | 1968 August 28.    |
| 1968 November 21.                     | Nathaniel Davis             |                                                              | Lyndon B. Johnson     | Julio César Méndez Montenegro      | 1971 August 21.    |
| 1971 Oktober 19.                      | William G. Bowdler          |                                                              | Richard Nixon         | Carlos Arana Osorio                | 1973 August 26.    |
| 1974 Februar 7.                       | Francis E. Meloy, Jr.       | George Roberts Andrews (1971–1974 Stellvertreter)            | Richard Nixon         | Carlos Arana Osorio                | 1976 April 19.     |
| 1976 Oktober 13.                      | Davis E. Boster             |                                                              | Gerald Ford           | Kjell Eugenio Laugerud García      | 1979 Januar 17.    |
| 1979 Juli 17.                         | Frank V. Ortiz, Jr.         |                                                              | Jimmy Carter          | Fernando Romeo Lucas García        | 1980 August 6.     |
| 1981 September 3.                     | Frederic L. Chapin          |                                                              | Ronald Reagan         | Fernando Romeo Lucas García        | 1984 Februar 28.   |
| 1984 August 17.                       | Alberto Martinez Piedra     |                                                              | Ronald Reagan         | Óscar Humberto Mejía Víctores      | 1987 August 22.    |
| 1987 Oktober 28.                      | James H. Michel             |                                                              | Ronald Reagan         | Marco Vinicio Cerezo Arévalo       | 1989 September 1.  |
| 1989 Oktober 31.                      | Thomas F. Stroock           |                                                              | George H. W. Bush     | Marco Vinicio Cerezo Arévalo       | 1992 November 10.  |
| 1993 Juni 16.                         | Marilyn McAfee              |                                                              | Bill Clinton          | Ramiro de León Carpio              | 1996 Juni 20.      |
| 1996 August 22.                       | Donald B. Planty            |                                                              | Bill Clinton          | Álvaro Arzú Irigoyen               | 1999 August 14.    |
| 1999 Oktober 14.                      | Prudence Bushnell           |                                                              | Bill Clinton          | Álvaro Arzú Irigoyen               | 2002 Juni 15.      |
| 2003 Januar 3.                        | John Randle Hamilton        |                                                              | George W. Bush        | Alfonso Antonio Portillo Cabrera   | 2005 Juli 15.      |
| 2005 September 1.                     | James M. Derham             |                                                              | George W. Bush        | Óscar Berger Perdomo               | 2008 Juli 15.      |
| 2008 August 5.                        | Stephen G. McFarland        |                                                              | George W. Bush        | Álvaro Colom Caballeros            | 2011 August 25.    |
| 2011 August 29.                       | Arnold A. Chacon            |                                                              | Barack Obama          | Álvaro Colom Caballeros            | 2014 März 3.       |
| 2014 September 16.                    | Todd D. Robinson            |                                                              | Barack Obama          | Otto Pérez Molina                  |                    |
| 2014 September 20.                    | David Hodge                 | Chargé d’affaires                                            | Donald Trump          | Otto Pérez Molina                  | 2017 Oktober 3.    |
| 2017 Oktober 3.                       | Luis E. Arreaga             |                                                              | Donald Trump          | Jimmy Morales                      | 2020 Oktober 2.    |
| 2020 Oktober 2.                       | William W. Popp             |                                                              | Donald Trump          | Alejandro Giammattei               |                    |